# P680
P680或光系统II主要供体（其中P代表色素）是指两种特殊叶绿素二聚体之一，即PD1或PD2。这两种特殊二聚体形成一个激子复合体，意味着它们在单个实体中起作用，就像一个单独的分子在激发态下一样。数字680表示其在可见光谱中吸收最大的波长，即红色区域（680纳米）。主要供体通过吸收适当频率（颜色）的光子，或者通过光系统II内其他叶绿素的激发能量转移来接收激发能量。在激发过程中，电子被激发到更高能级，随后被位于P680附近的光系统II内的脱镁叶绿素分子捕获，这是初级电子受体。然后，通过源自水的电子（通过氧合物复合体）还原被氧化的P680（P680+）。
氧化的P680（P680+）被认为是已知最强的生物氧化剂，其估计的氧化还原电位约为1.3V，这使得在含氧光合作用期间氧化水成为可能。